# Bandera La Caixa
La Bandera La Caixa o Bandera CaixaBank es el premio de una competición anual de remo, de la especialidad de traineras, que  tiene lugar en distintas localidades de Cantabria y Guipúzcoa desde el año 2013 en categoría masculina y desde 2015 en categoría femenina, organizada por la Asociación de Clubes de Traineras y patrocinada por CaixaBank siendo puntuable para las ligas ACT masculina y femenina.

## Historia
En las primeras ediciones, la regata se denominó Bandera La Caixa hasta que en el año 2016 se cambió por Bandera CaixaBank, acorde con la denominación de la entidad bancaria que la patrocina.
El campo de regatas de la edición disputada den Laredo se situó al oeste de la punta del dique de protección del puerto pesquero, con las calles enfiladas hacia el norte mar adentro.
En Pasajes de San Pedro, se dispusieron las calles en el interior del puerto en sentido sudeste y con la boya de salida y meta situada frente a la casa natal de Blas de Lezo y Olavarrieta, actual sede de los prácticos del puerto de Pasajes.
En las pruebas disputadas en Castro-Urdiales, la boya de salida y meta se situó frente a la playa de Brazomar con las calles dispuestas mar adentro.
En la edición competida en Santander, las boyas de salida y meta se colocaron frente a la playa del Camello, al oeste de la península de La Magdalena con las calles orientadas hacia el este, mar adentro.
En San Sebastián, se celebró en la bahía de La Concha, con las calles dispuestas en paralelo al monte Urgull.
En todos los casos, excepto en la edición femenina de 2015 disputadas en Pasajes de San Pedro que fue clasificatoria para la Liga ACT femenina, la prueba se compite por el sistema de tandas por calles. En categoría masculina se bogan cuatro largos y tres ciabogas lo que totaliza un recorrido de 3 millas náuticas que equivalen a 5556 metros, en categoría femenina se reman dos largos y una ciabogas lo que supone un recorrido de 1.5 millas náuticas que equivalen a 2778 metros. En las dos ediciones de Pasajes de San Pedro, con una longitud de calle menor que el resto y para completar las distancias indicadas, se bogaron 6 largos con 5 ciabogas en categoría masculina y 3 largos con 2 ciabogas en femenina.

## Categoría masculina

### Historial
| Edición | Año  | Localidad            | Ganador      | Segundo      | Tercero      |
| ------- | ---- | -------------------- | ------------ | ------------ | ------------ |
| I       | 2013 | Laredo               | Kaiku        | Orio         | Urdaibai     |
| II      | 2014 | Pasajes de San Pedro | Fuenterrabía | Kaiku        | Orio         |
| III     | 2015 | Pasajes de San Pedro | Fuenterrabía | Urdaibai     | Orio         |
| IV      | 2016 | Castro-Urdiales      | Fuenterrabía | Urdaibai     | Orio         |
| V       | 2017 | Santander            | Orio         | Urdaibai     | Fuenterrabía |
| VI      | 2018 | Castro-Urdiales      | Urdaibai     | Fuenterrabía | Orio         |
| VII     | 2019 | Castro-Urdiales      | Zierbena     | Urdaibai     | Orio         |
| VIII    | 2020 | San Sebastián        | Donostiarra  | Santurce     | Orio         |
| IX      | 2021 | Castro-Urdiales      | Fuenterrabía | Orio         | Donostiarra  |
| X       | 2022 | Castro-Urdiales      | Fuenterrabía | Urdaibai     | Donostiarra  |
| XI      | 2023 | Castro-Urdiales      | Urdaibai     | Fuenterrabía | Zierbena     |
| XII     | 2024 | Castro-Urdiales      | Urdaibai     | Donostiarra  | Zierbena     |
| XIII    | 2025 | Castro-Urdiales      | Orio         | Donostiarra  | San Juan     |

### Palmarés
| Victorias | Club         | Años                         |
| --------- | ------------ | ---------------------------- |
| 5         | Fuenterrabía | 2014, 2015, 2016, 2021, 2022 |
| 3         | Urdaibai     | 2018, 2023, 2024             |
| 2         | Orio         | 2017, 2025                   |
| 1         | Kaiku        | 2013                         |
| 1         | Zierbena     | 2019                         |
| 1         | Donostiarra  | 2020                         |

## Categoría femenina

### Historial
| Edición | Año  | Localidad            | Ganadora       | Segunda        | Tercera        |
| ------- | ---- | -------------------- | -------------- | -------------- | -------------- |
| I       | 2015 | Pasajes de San Pedro | San Juan       | Zumaya         | Hibaika        |
|         | 2016 | no disputada         | no disputada   | no disputada   | no disputada   |
| II      | 2017 | Santander            | San Juan       | Hibaika        | Orio           |
| III     | 2018 | Castro-Urdiales      | San Juan       | Orio           | Arraun Lagunak |
| IV      | 2019 | Castro-Urdiales      | Orio           | Arraun Lagunak | Fuenterrabía   |
| V       | 2020 | San Sebastián        | Orio           | Arraun Lagunak | Fuenterrabía   |
| VI      | 2021 | Castro-Urdiales      | Arraun Lagunak | Orio           | Donostiarra    |
| VII     | 2022 | Castro-Urdiales      | Orio           | Arraun Lagunak | Tolosa         |
|         | 2023 | no disputada         | no disputada   | no disputada   | no disputada   |
| VIII    | 2024 | Castro-Urdiales      | Arraun Lagunak | Tolosa         | Donostiarra    |
| IX      | 2025 | Castro-Urdiales      | Orio           | Arraun Lagunak | Tolosa         |

### Palmarés
| Victorias | Club           | Años                   |
| --------- | -------------- | ---------------------- |
| 4         | Orio           | 2019, 2020, 2022, 2025 |
| 3         | San Juan       | 2015, 2017, 2018       |
| 2         | Arraun Lagunak | 2021, 2024             |